# Guerras Esopus
Las Guerras Esopus fueron dos conflictos localizados entre colonos y la tribu Esopus de los indios Lenape durante la segunda mitad del siglo XVII en lo que es actualmente el Condado de Ulster, Nueva York (Estados Unidos). Como muchas otras guerras durante el período colonial, fueron debidas al choque entre las culturas europea y nativa americana, la primera de ellas iniciada por culpa de la paranoia de los colonos, y la segunda a causa del rencor existente en la tribu de los esopus.
El resultado más evidente de las guerras fue la demostración de poder por parte de los esopus. Aunque había habido otras Guerras Indias, la coordinación de estas dos guerras coincidió con la ampliación de los intereses británicos en los territorios holandeses del Nuevo Mundo. La dificultad de los holandeses para derrotar a los Esopus demostró a los británicos que necesitarían mayor diplomacia para tratar con los nativos de Nueva Holanda.

## Antecedentes
En 1609, Henry Hudson exploró el Río Hudson, el cual lleva su nombre. Muchos de los nativos que encontró no habían visto nunca a los hombres blancos. Cinco años más tarde, se estableció un puesto comercial holandés en el lugar en el que se encuentra actualmente Kingston, Nueva York. Esta tierra estaba ocupada por la tribu esopus, quienes la usaban para agricultura. Pronto destruyeron el puesto y los colonos debieron volver al sur. Una nueva colonia se estableció allí en 1652, pero los ánimos de los esopus no habían cambiado y los nuevos colonos fueron otra vez rechazados.
Sin embargo, conscientes del gran potencial agrícola de la tierra, los holandeses volvieron a la región una vez más en 1658, esta vez construyendo un fuerte para defender la población. La colonia fue llamada Wiltwijck. Las escaramuzas continuaban, pero los esopus ya no eran capaces de repeler a los europeos. En vez de ello, los esopus garantizaron tierra a los colonos, esperando así contener la llegada de forasteros y evitar que se invadiera la mayor parte de su tierra agrícola.

## Primera guerra Esopus
La primera guerra Esopus fue un conflicto de corta duración entre granjeros holandeses y nativos de la tribu esopus, iniciada fundamentalmente por miedo e incomprensión por parte de los colonos. El 20 de septiembre de 1659, varios esopus fueron contratados para hacer trabajos agrícolas para los colonos. Tras finalizar el trabajo y recibir su paga en brandy, un nativo borracho disparó un mosquete para celebrarlo. Aunque nadie resultó herido, algún ciudadano holandés sospechó que se trataba de un acto criminal. A pesar de que unos soldados investigaron el asunto y no encontraron malas intenciones, un grupo de granjeros y soldados salió y atacó a los nativos involucrados. La mayor parte de ellos escapó, pero volvieron al día siguiente junto con varios centenares como refuerzo, destruyendo cosechas, matando ganado y quemando edificios. 
Superados en número y armamento, los holandeses tenían pocas esperanzas de ganar por la fuerza. Aun así, intentaron pequeños ataques e incluso quemaron los campos de los nativos a fin de vencerles por el hambre, pero finalmente recibieron refuerzos llegados desde Nueva Ámsterdam. La guerra finalizó el 15 de julio de 1660, cuando los nativos acordaron ceder tierra a cambio de paz y de alimentos. La paz, sin embargo, fue provisional. Las tensiones entre los esopus y los colonos continuaron, llevando finalmente a una segunda guerra.

## Segunda guerra Esopus
Con la esperanza de firmar un tratado con los esopus, emisarios holandeses contactaron con la tribu el 5 de junio de 1663 y solicitaron una reunión. Los nativos contestaron que su costumbre era mantener las conversaciones de paz desarmados y en lugar abierto, por lo que se abrieron las puertas de Wiltwijck. Los nativos llegaron el 7 de junio en un gran número, muchos de ellos explicando que vendían diversos productos, y de ese modo se infiltraron en la ciudad como exploradores. Cuando se supo que los guerreros esopus habían destruido completamente la vecina población de Nieu Dorp (la actual Hurley, Nueva York), los exploradores estaban situados en su lugar en derredor de la población, y empezaron su propio ataque. Bien armados y dispersos, tomaron a los holandeses por sorpresa y pronto controlaron gran parte de la ciudad, incendiando las casas y secuestrando mujeres antes de ser expulsados por un grupo de colonos. Los atacantes escaparon, y los holandeses repararon sus fortificaciones. El 16 de junio, soldados holandeses que transportaban munición a la ciudad fueron atacados en su ruta desde Rondout Creek. Los esopus fueron nuevamente repelidos.
En el mes de julio las fuerzas holandesas conocieron los hechos. Incapaces de distinguir una tribu de la otra, capturaron a algunos mercaderes de la tribu Wappinger, uno de los cuales ayudó a los holandeses, dándoles información sobre varias fuerzas y alianzas nativas y sirviendo como guía. A pesar de su ayuda, los holandeses fueron incapaces de tener contacto con los esopus, los cuales usaron tácticas de guerrilla y se ocultaron con facilidad en los bosques. Tras varias escaramuzas improductivas, los holandeses intentaron ganarse la ayuda de los Mohawk, los cuales sirvieron como guías, intérpretes y soldados. Al final de julio, los holandeses habían recibido suficientes refuerzos para buscar el baluarte de los esopus en las montañas. Sin embargo, su voluminoso equipamiento y el difícil terreno les hicieron progresar con lentitud. Se dieron cuenta de que seguían en desventaja, por lo que más que atacar directamente a los esopus, retomaron las tácticas de la primera guerra y quemaron los campos de la zona a fin de vencerles por el hambre. 
Durante el siguiente mes, grupos de exploración salieron a incendiar los campos de los esopus, sin apenas entablar combate alguno. A principios de septiembre, otro grupo holandés finalmente localizó a los esopus en su terreno, produciéndose una batalla que finalizó con la muerte del jefe de los esopus, Papequanaehen, así como de otros hombres, mujeres y niños. Los nativos huyeron, y los holandeses saquearon su fuerte antes de retirarse, llevándose provisiones y prisioneros. Esto significó el final de la guerra, aunque la paz no se aseguró.

## Resultado
Tras la segunda guerra, los colonos holandeses sospechaban de todos los nativos con los que mantenían contacto. Informes llegados al gobierno holandés en Nueva Ámsterdam citan recelos sobre las intenciones de los Wappingers y los Mohawks, los cuales habían ayudado a los holandeses a derrotar a los esopus. 
Prisioneros holandeses cautivos de los nativos tras la Segunda guerra Esopus fueron llevados por regiones que ningún hombre blanco había conocido hasta entonces. Tras su liberación, describieron la tierra a las autoridades holandesas, las cuales salieron a explorarla. Parte de esta zona fue posteriormente vendida a los hugonotes, los cuales fundaron en ella la población de New Paltz.
En septiembre de 1664, toda Nueva Holanda cayó en poder del Imperio Británico, el cual generalmente tuvo una postura más paciente e imparcial hacia los nativos. Los límites del territorio indio se establecieron cuidadosamente y se pagó la tierra que pasó a formar parte de la corona. El nuevo tratado estableció la seguridad de paso para los mercaderes nativos, declaró "que todas la injurias pasadas quedan enterradas y olvidadas por ambas partes", prometió igual castigo (ejecución) tanto para los colonos como para los indios culpables de asesinato, y respetó la tradición de los sachems. A lo largo de las siguientes dos décadas, las tierras de los esopus fueron compradas, y los nativos fueron pacífica pero inexorablemente expulsados, debiendo refugiarse con los Mohawks al norte de las montañas Shawangunk. Algunos de sus descendientes viven hoy en la reserva "Stockbridge-Munsee reservation" en el condado de Shawano, Wisconsin, aunque se piensa que muchos de ellos se unieron a los indios de las montañas Ramapo de Nueva Jersey, continuando las guerras, como la que los Wappani habían hecho en 1643 (Guerra de Kieft).
- Datos: Q1367977